# 穆达·阿格雷
穆达·阿格雷（英語：Mugdha Agrey，1999年4月19日—），印度女子羽毛球運動員。

## 簡歷
2017年7月，穆达·阿格雷出戰拉各斯羽毛球國際挑戰賽，拿得女子單打比賽亞軍。

## 主要比賽成績
| 年份   | 賽事                   | 公開賽級別 | 項目     | 成績   |
| ------ | ---------------------- | ---------- | -------- | ------ |
| 2017年 | 拉各斯羽毛球國際挑戰賽 | 國際挑戰賽 | 女子單打 | 亞軍   |
| 2018年 | 印度羽毛球國際挑戰賽   | 國際挑戰賽 | 女子單打 | 準決賽 |
| 2018年 | 孟加拉羽毛球國際挑戰賽 | 國際挑戰賽 | 女子單打 | 準決賽 |
| 2019年 | 加納羽毛球國際賽       | 國際系列賽 | 女子單打 | 亞軍   |

| 2007-2017年 | 首要超級賽 | 超級賽 | 黃金大獎賽 | 大獎賽 | 國際挑戰賽 | 國際系列賽 | 未來系列賽 | 其他 |

| 2018-2026年 | 總決賽 | 超級1000賽 | 超級750賽 | 超級500賽 | 超級300賽 | 超級100賽 | 國際挑戰賽 | 國際系列賽 | 未來系列賽 | 其他 |